# مارك فينلي
مارك فينلي (بالإنجليزية: Mark Finley)‏ هو مذيع أمريكي، ولد في 1945 في نورويتش في الولايات المتحدة.